# Ryu Miyamoto
Ryu Miyamoto (宮本 龍 Miyamoto Ryu?), född 4 augusti 1992 i Osaka prefektur, är en japansk fotbollsspelare.
Miyamoto började sin karriär 2015 i Gainare Tottori. Han spelade 26 ligamatcher för klubben. 2016 flyttade han till Arterivo Wakayama. Han avslutade karriären 2016.